# راكب واقف

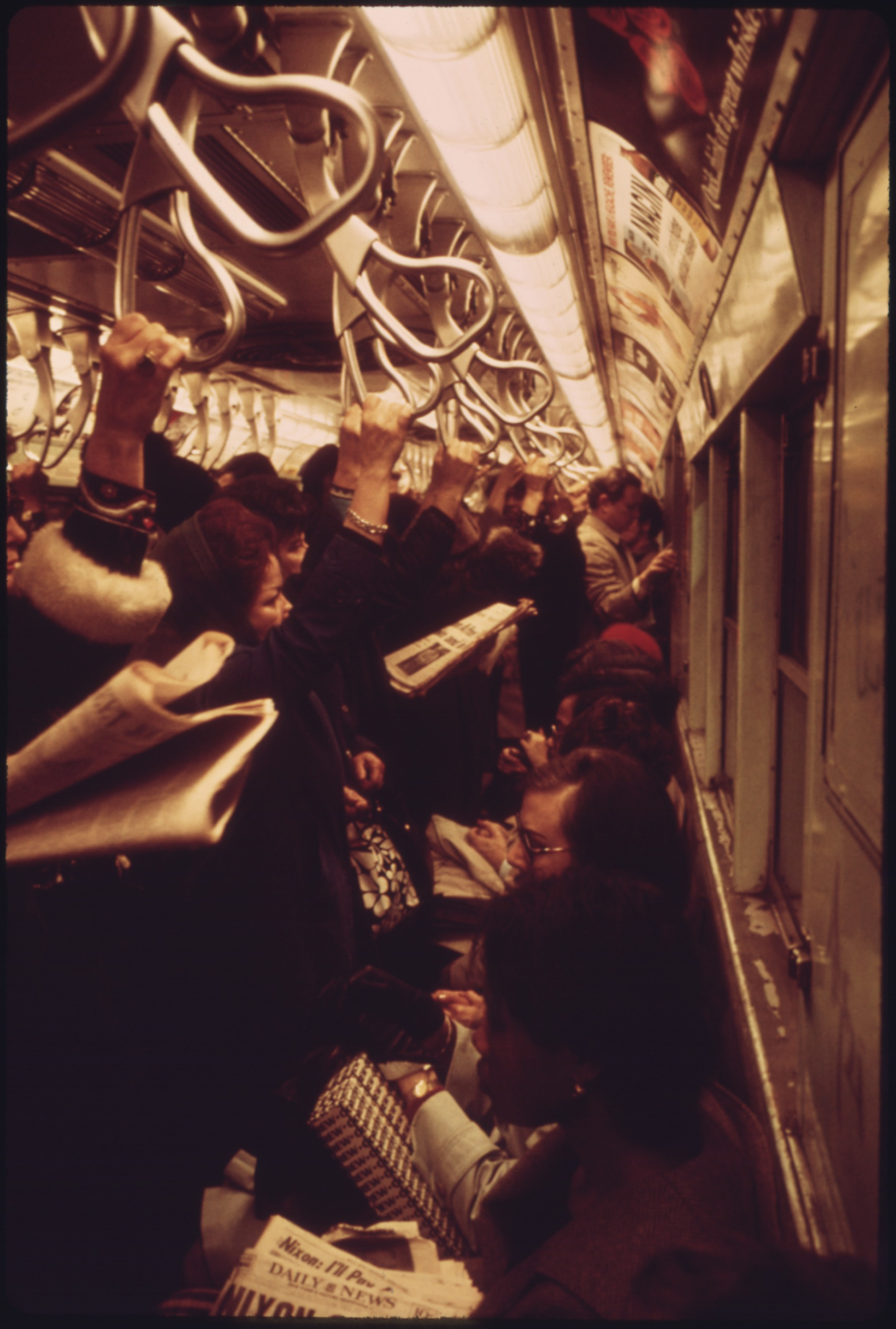
ركاب يستخدمون مقابض إمساك محورية في قطار مترو مزدحم.

في المواصلات العمومية الحضرية، يتم توفير خدمات للرُكّاب الواقفين، لترشيد النقلة وتوفير سعة إضافية أثناء ساعة الذروة، وغالباً ما يُطلق على الراكب الواقف مسمى المُستَحزِم أو فقط الواقف.